# Château de Peyrelade (Cantal)
Pour les articles homonymes, voir Peyrelade.
Le château de Peyrelade est un château situé en France sur la commune de Saint-Saturnin, en région Auvergne-Rhône-Alpes.

## Historique
En 1887, le premier étage a été redistribué avec des cloisons en menuiserie. Un escalier de la tour est a été supprimé. L’écusson au fronton porte la date 1012 (probablement symbolique ou erronée).

### Protection
Les façades et les toitures du château sont inscrites au titre des monuments historiques par arrêté du 16 septembre 1949.

## Description
Château massif en pierre, à deux étages : le premier voûté, le second en bois. Une tour cylindrique centrale abrite un escalier en pierre ; une autre tour flanque la façade est. L’entrée est marquée par un fronton triangulaire sur pilastres.